# Thelocactus setispinus

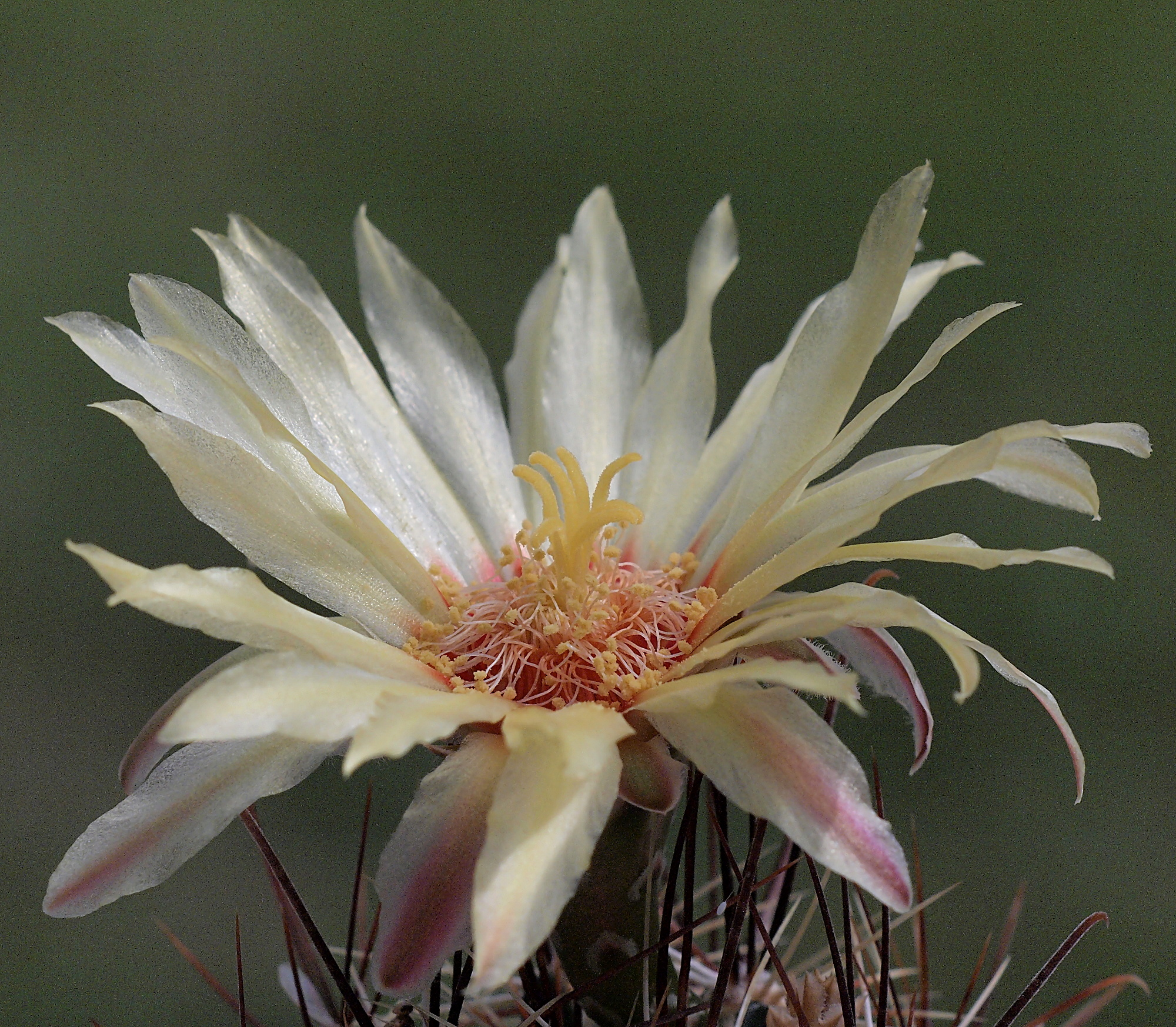
Blüte

Thelocactus setispinus ist eine Pflanzenart aus der Gattung Thelocactus in der Familie der Kakteengewächse (Cactaceae). Das Artepitheton setispinus leitet sich von den lateinischen Worten seta für ‚borstig‘ sowie -spinus für ‚bedornt‘ ab und verweist auf die borstige Bedornung der Art.

## Beschreibung
Thelocactus setispinus wächst kugelig bis kurz zylindrisch. Der weichfleischige Körper ist frischgrün und etwa 8 bis 12 Zentimeter breit und kann im Alter bis zu 60 Zentimeter hoch werden. Die 13 ziemlich schmalen und leicht gekerbten Rippen sind gehöckert. Die kurz weißfilzigen Areolen sind 10 bis 12 Millimeter voneinander entfernt. Die 12 bis 15 Randdornen sind nadelförmig, strahlend, braun oder weiß und bis zu 4 Zentimeter lang. Die 1 bis 3 Mitteldornen sind länger und stärker, gerade und an der Spitze hakenförmig gekrümmt.
Die rotschlundigen, gelben Blüten sind 7 Zentimeter lang. Die roten Früchte sind bei Reife trocken und springen am Grunde auf. Sie sind rund oder elliptisch etwa 8 bis 10 Millimeter dick, ein wenig beschuppt.

## Verbreitung, Systematik und Gefährdung
Thelocactus setispinus ist im Süden der USA im Bundesstaat Texas und in den mexikanischen Bundesstaaten Coahuila, Nuevo León und Tamaulipas verbreitet.
Die Erstbeschreibung als Echinocactus setispinus erfolgte 1845 durch George Engelmann. Edward Frederick Anderson stellte die Art 1987 in die Gattung Thelocactus. Weitere nomenklatorische Synonyme sind Hamatocactus setispinus (Engelm.) Britton & Rose (1922) und Ferocactus setispinus (Engelm.) L.D.Benson (1969).
In der Roten Liste gefährdeter Arten der IUCN wird die Art als „Least Concern (LC)“, d. h. als nicht gefährdet geführt.

## Nachweise